# جون نويل
جون نويل (بالإنجليزية: John Noel)‏ هو لاعب رماية أمريكي، ولد في 6 فبراير 1888 في ناشفيل في الولايات المتحدة، وتوفي في 4 نوفمبر 1939.

## وصلات خارجية
- جون نويل على موقع أوليمبيديا (الإنجليزية)